# Gooise Meren
Gooise Meren é um município dos Países Baixos, situado na província da Holanda do Norte. Tem 75,22 km² de área e sua população em 2020 foi estimada em 58.247 habitantes.